# Sandy Gotham Meehanová
Sandy Gotham Meehanová (* ?) je americká producentka, režisérka, scenáristka a dokumentaristka. Pracuje především s nezávislými filmaři. Založila produkční studio FoxHog Productions. 

## Kariéra
Meehanová získala vysokoškolské vzdělání bakalářského i magisterského stupně na Stanfordově univerzitě.
Dokument James Salter: A Sport and a Pastime, který produkovala a režírovala, byl ve výběru Hamptonského mezinárodního filmového festivalu v roce 2011. Meehanová poté produkovala a režírovala také krátký videorozhovor Barney Rosset: Combat Publisher. Přepsala a přepracovala 14dílnou francouzskou dokumentární sérii The Last Kings of Thule upozorňující na geopolitické či ekonomické problémy se kterými se musí potýkat Inuité na Arktidě. Série vznikla podle předlohy francouzského antropologa a spisovatele Jean Malauria. Napsala scénář a zrežírovala také dokument Barney's Wall: A Portret of a Game Changer o Barney Rossetovi, který ve Spojených státech posunul debatu o cenzuře knih. 
Její produkční společnost FoxHog Productions produkuje a financuje filmy autorů, jejichž provokativní dílo je alternativou k mainstreamu.
V lednu 2019 se stala vítězkou rezidenčního pobytu RU’s 2018 Residency Raffle, díky kterému stráví měsíc ve Srbsku.
Sandy Gotham Meehanová je členkou redakčních rad The Paris Review a Lapham's Quarterly. Je emeritní zmocněnkyní neziskové dokumentaristické nadace Checkerboardské filmové nadace. 
Žije v New Yorku.

## Dílo
- Barney's Wall: A Portret of a Game Changer – režisérka, scenáristka, producentka
- James Salter: A Sport and a Pastime – režisérka, producentka
- The Inkblots: Portals to the Psyche – ve výrobě